# Фискальные марки Колумбии

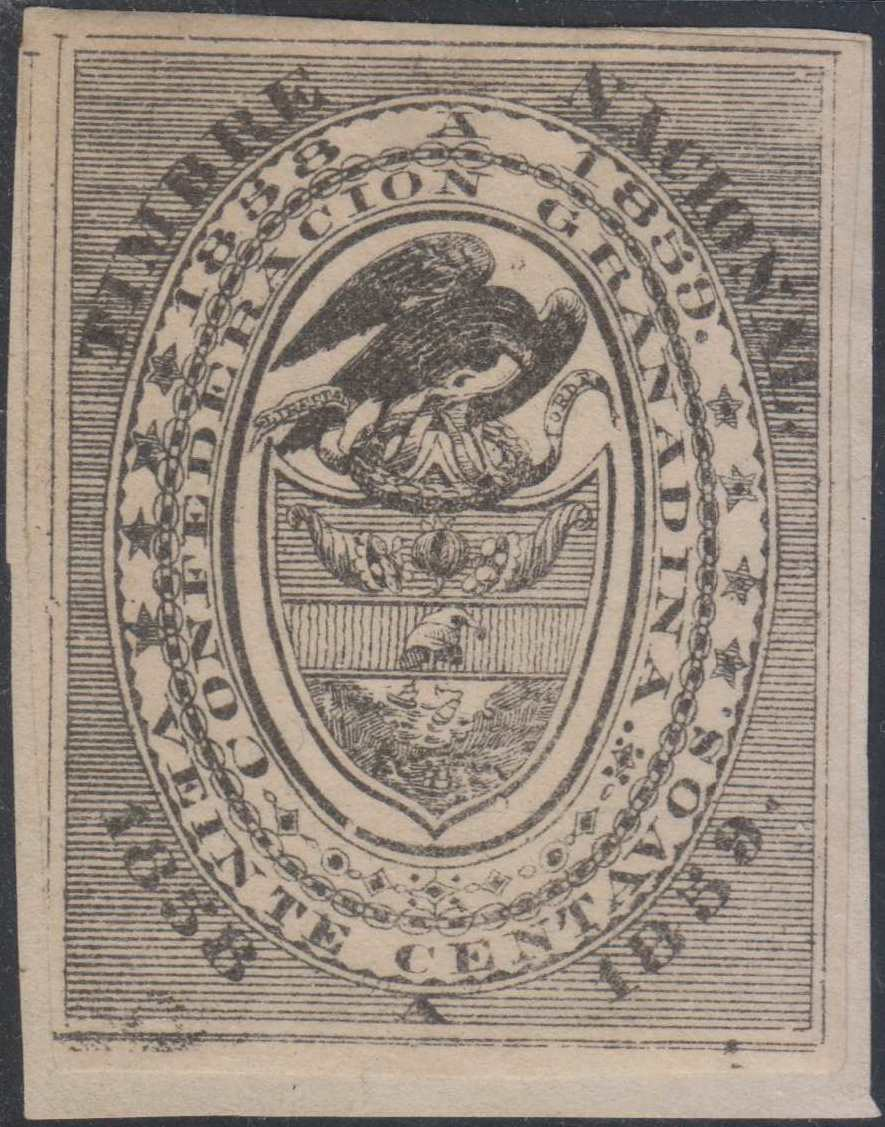
Первая фискальная марка Колумбии (1858)

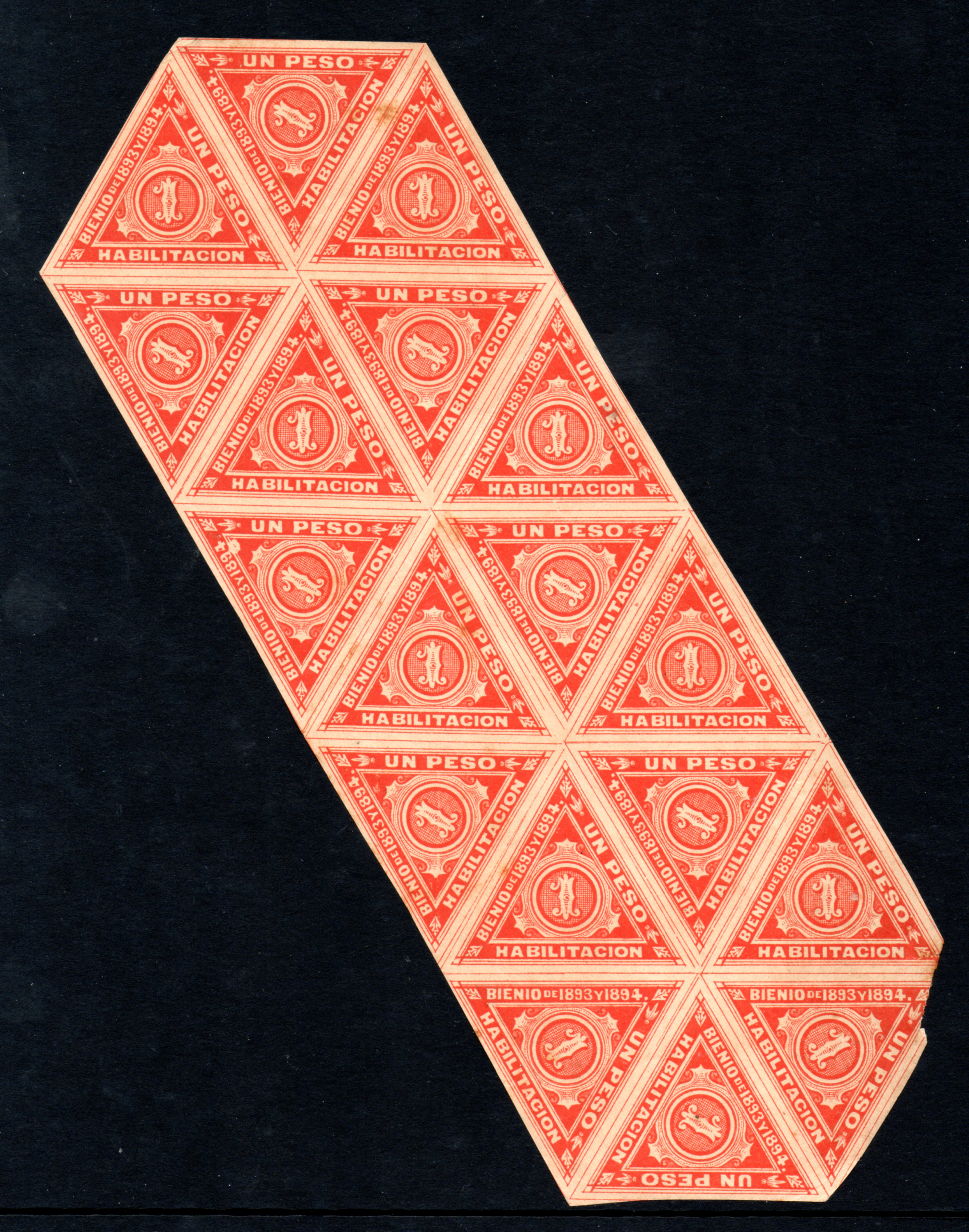
Большой блок треугольных марок «Habilitacion» номиналом в 1 песо (1893—1894)

Фискальные марки Колумбии — фискальные марки, которые печатались в Колумбии и были предназначены для оплаты различных государственных сборов, налогов, пошлин. Первые фискальные марки Колумбии были эмитированы в 1858 году.

## Выпуски общегосударственных марок

### Гранадская конфедерация
Первая фискальная марка Колумбии поступила в обращение 1 сентября 1858 года, за год до эмиссии первой колумбийской почтовой марки. Таковой стала марка Гранадской конфедерации чёрного цвета, номиналом в 20 сентаво.

### Соединённые Штаты Новой Гранады
В 1861 году была издана фискальная марка номиналом в 20 сентаво с надписью исп. «Estados Unidos de Nueva Granada» («Соединённые Штаты Новой Гранады»).

### Соединённые Штаты Колумбии
Позднее в том же 1861 году Соединённые Штаты Новой Гранады стали Соединёнными Штатами Колумбии, а с 1864 года стали выходить фискальные марки с надписью «Estados Unidos de Colombia» («Соединённые Штаты Колумбии»).

### Республика Колумбия
В 1886 году была создана Республика Колумбия, и с 1887 года выпускались фискальные марки с соответствующей надписью «Republica de Colombia».

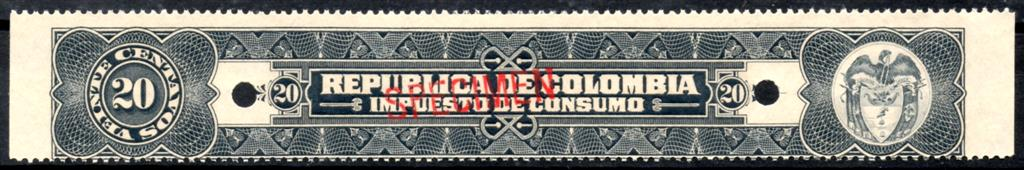
Фискальная марка Республики Колумбии налога на продажи («Impuesto de Consumo»; 1916)

## Штаты Колумбии
Входящие в состав Колумбии штаты также эмитировали собственные фискальные марки.